# 池庄司敬信
池庄司 敬信（いけしょうじ けいしん、1929年6月9日 - 2007年7月31日）は、日本の政治学者・歴史学者。専門は、ロシア政治思想史・ロシア史。中央大学名誉教授。広島県福山市出身。

## 略歴
広島県立福山誠之館高等学校卒業。1953年中央大学法学部卒業。1958年同大学院法学研究科政治学専攻博士課程単位取得退学。同年、同法学部助手。1961年同法学部専任講師。1962年同法学部助教授。1968年同法学部教授。1970年イギリス・ロシアで在外研究。1978年中央大学学生部長。その後、同通信教育部長。2000年中央大学定年退職。同名誉教授。
学外として武蔵野市宅地開発等紛争調整委員、武蔵野市特別職報酬等審議会委員。

## 著書
- 小学館編『万有百科大事典ジャンルジャポニカ』（分担執筆、小学館、1974年）
- フランク・B・キブニー編『ブリタニカ国際大百科事典』（分担執筆、ティビーエス・ブリタニカ、1977年）
- 大学教育社編『現代政治学事典』（分担執筆、ブレーン出版、1991年）
- 『体制擁護と変革の思想』（編著、中央大学出版部、2001年）
- 『ロシア体制変革と護持の思想史』（中央大学出版部、2001年）